# Liste der Kulturdenkmäler in Wiesbach (Pfalz)
In der Liste der Kulturdenkmäler in Wiesbach sind alle Kulturdenkmäler der rheinland-pfälzischen Ortsgemeinde Wiesbach aufgeführt. Grundlage ist die Denkmalliste des Landes Rheinland-Pfalz (Stand: 14. Dezember 2023).

## Einzeldenkmäler
| Bezeichnung                               | Lage                                       | Baujahr                            | Beschreibung                                                                                | Bild                           |
| ----------------------------------------- | ------------------------------------------ | ---------------------------------- | ------------------------------------------------------------------------------------------- | ------------------------------ |
| Friedhofskreuz                            | Bauertstraße, auf dem Friedhof Lage        | 1908                               | Friedhofskreuz, gotisierend, bezeichnet 1908                                                | weitere Bilder Fotos hochladen |
| Brunnen                                   | Hauptstraße, Ecke Bauertstraße Lage        |                                    | Waschbrunnen, Brunnenanlage mit zwei Wasserbecken                                           | weitere Bilder Fotos hochladen |
| Katholisches Pfarrhaus                    | Hauptstraße 38 Lage                        | 1888                               | Katholisches Pfarrhaus; Putzbau, 1888                                                       | Fotos hochladen                |
| Katholische Pfarrkirche Mariä Himmelfahrt | Hauptstraße 47 Lage                        | 1911/12                            | breitgelagerter Bau, Heimatstil, 1911/12                                                    | weitere Bilder Fotos hochladen |
| Wegekreuz                                 | Hauptstraße, bei Nr. 49 Lage               | 1868                               | Wegekreuz, Sandstein, bezeichnet 1868                                                       | weitere Bilder Fotos hochladen |
| Quereinhaus                               | Hauptstraße 61, Schulstraße 2 Lage         | 1781                               | Wohnteil eines Quereinhauses, bezeichnet 1781                                               | weitere Bilder Fotos hochladen |
| Evangelisches Pfarrhaus                   | Kirchenstraße 2 Lage                       | 1898                               | villenartiger Sandsteinquaderbau, bezeichnet 1898                                           | weitere Bilder Fotos hochladen |
| Evangelische Bonhoeffer-Kirche            | Kirchenstraße 3 Lage                       | erste Hälfte des 14. Jahrhunderts  | unsymmetrisch zweischiffige Stufenhalle, Sandsteinquader, erste Hälfte des 14. Jahrhunderts | weitere Bilder Fotos hochladen |
| Wohnhaus                                  | Schulstraße 7 Lage                         | zweite Hälfte des 18. Jahrhunderts | Unterstallhaus, zweite Hälfte des 18. Jahrhunderts oder um 1800                             | weitere Bilder Fotos hochladen |
| Burgruine Wiesbach                        | nördlich des Ortes auf dem Schloßkopf Lage | vor 1297                           | Überreste der 1297 erwähnten Burg: einige Fundamente und Halsgraben                         | weitere Bilder Fotos hochladen |